# Stabilisatorstang

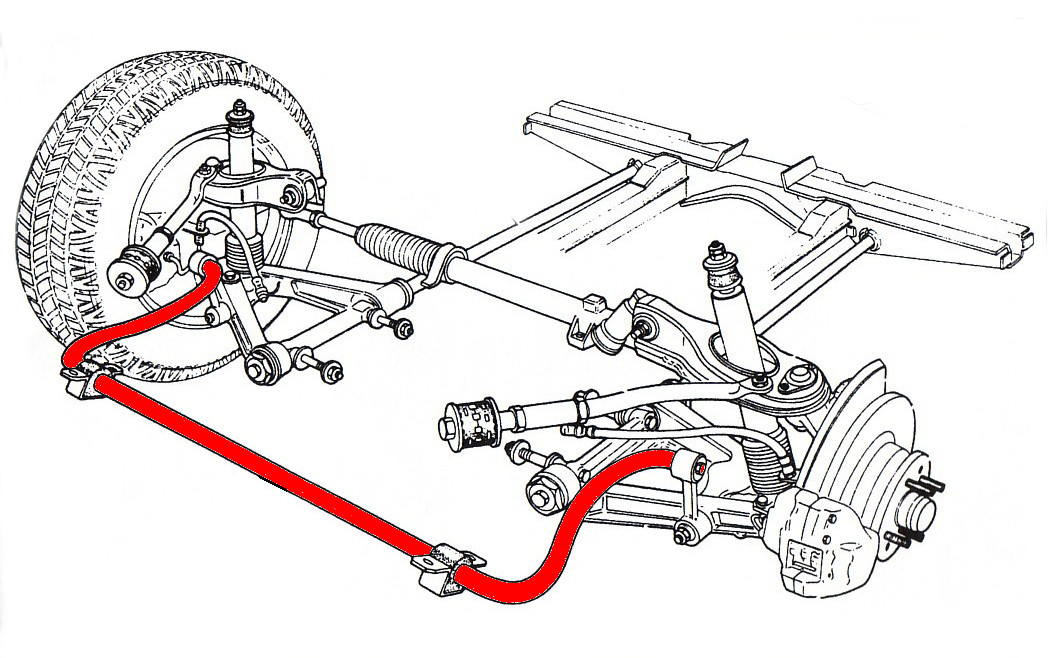
Schematische weergave van een stabilisatorstang, stabilisatorstang is rood.

Een stabilisatorstang is een massieve staaf van hetzelfde materiaal als de veren, die in auto's wordt gebruikt om het overhellen in bochten te beperken, terwijl de veerwerking behouden blijft. De stabilisatorstang maakt deel uit van het chassis. De staaf verbindt het onderste uiteinde van de wielophanging op dezelfde as. Doordat de staaf het uiteinde van beide veren verbindt is het niet meer mogelijk dat de ene veer helemaal inveert en de andere helemaal niet. Het verschil in inveren wordt zo beperkt. Dit merk je vooral in bochten, waarin de auto minder overhelt naar de buitenkant van de bocht. De dikte van de stang staat in verband met de mate waarop het voertuig de krachten tijdens het nemen van een bocht van het binnenste wiel naar het buitenste wiel overbrengt.

## Onderhoud
De stabilisatorstang is in essentie een onderhoudsvrij onderdeel van het voertuig, en hoeft alleen vervangen te worden wanneer deze gebroken of overmatig gecorrodeerd is. De stabilisatorkoppelstangen – kortweg koppelstangen – verbinden de stabilisator met beide wielen. Deze stangen hebben een lagerbus in de uiteinden om de energietranslatie ongehinderd en stil te laten verlopen. De lagerbussen verslijten na verloop van tijd en gebruik, en in uitzonderlijke gevallen verbuigen of breken de koppelstangen. Daarnaast is de stabilisatorstang verbonden aan de onderzijde van de carrosserie van het voertuig door (in de regel) twee rubberen lagers. Deze laten de stabilisatorstang op en neer bewegen bij iedere veerbeweging. Na verloop van tijd en gebruik slijten en verdrogen ook deze lagers waardoor ze speling en geluid kunnen produceren.